# Miss Europe 1950

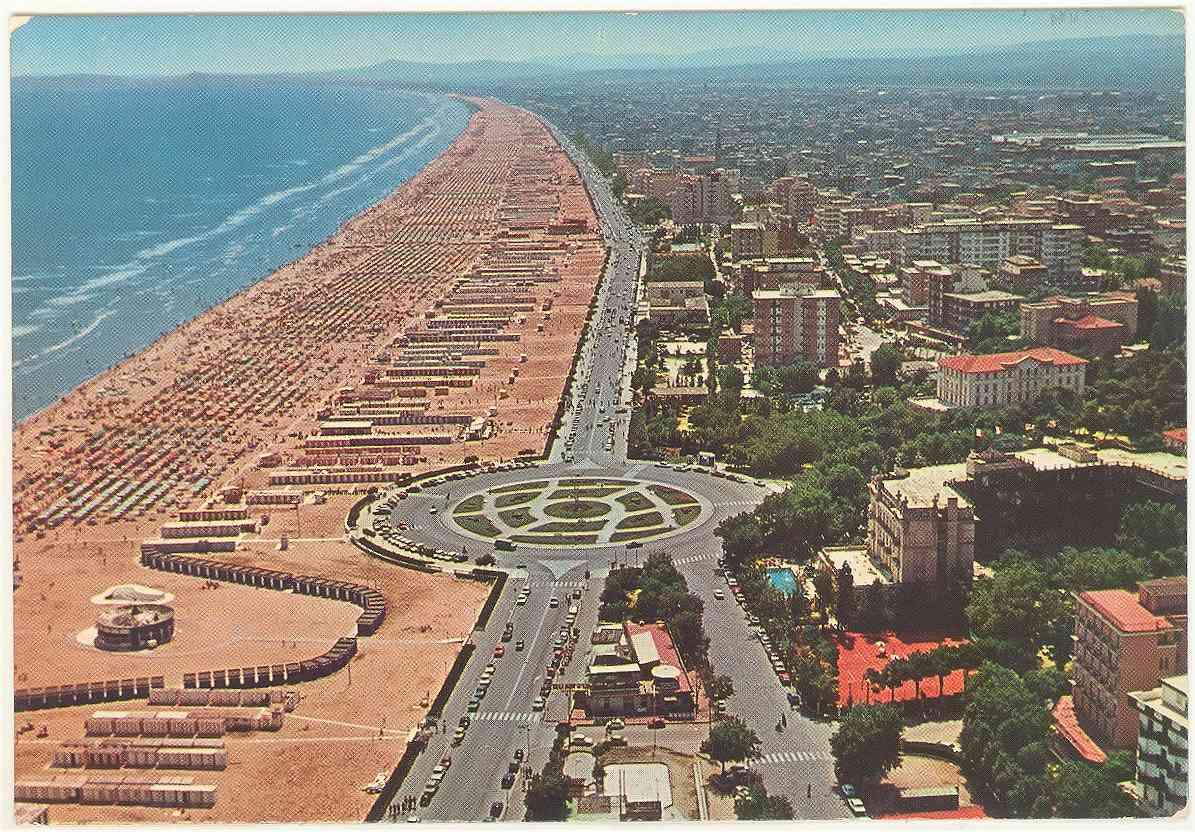
Zeitgenössisches Luftbild von Rimini, dem Ort der Veranstaltung

Der Wettbewerb um die Miss Europe 1950 war der dritte, den die Mondial Events Organisation (MEO) durchführte. Diese war von den Franzosen Roger Zeiler und Claude Berr ins Leben gerufen worden, hatte ihren Sitz in Paris und organisierte den Wettbewerb bis 2002.
Die Kandidatinnen waren in ihren Herkunftsländern von nationalen Organisationskomitees ausgewählt worden, die mit der MEO Lizenzverträge abgeschlossen hatten.
Die Veranstaltung fand am 9. September 1950 im italienischen Adria-Badeort Rimini statt. Es gab 14 Bewerberinnen.
| Land                    | Schreibweise bei Pageantopolis         | Schreibweise in der Heimatsprache |
| ----------------------- | -------------------------------------- | --------------------------------- |
| Platzierungen           |                                        |                                   |
| 1. Österreich           | Hanni Schall                           | Hanni Schall                      |
| 2. Italien              | Giovanna Pala                          |                                   |
| 3. Schweden             | Ebbe Adrian                            |                                   |
| Weitere Teilnehmerinnen |                                        |                                   |
| Belgien                 | Nicole Poncelet                        |                                   |
| Dänemark                | Marianne Schleiss                      |                                   |
| BR Deutschland          | Susanne Charlotte Erichsen             | Susanne Erichsen                  |
| Finnland                | Hilkka Marjatta Ruuska                 | Hilkka Ruuska                     |
| Frankreich              | Claude Renault                         |                                   |
| Holland                 | Hilda Lesman                           | Hilda Lesman                      |
| Norwegen                | Aud Grenness                           | Aud Grenes                        |
| Portugal                | Maria da Conceição Pinto Viergas Louro |                                   |
| San Marino              | Graziana Simonici                      |                                   |
| Schweiz                 | Frances Freiburghaus                   |                                   |
| Türkei                  | Güler Ariman                           | Güler Arıman                      |